# Ева Барток
Ева Барток (на унгарски: Eva Bartok, родена Éva Ivanova Márta Szőke; * 18 юни 1927 в Будапеща; † 1 август 1998 в Лондон) е унгарска и британска актриса.
Тя играе в театър в Будапеща от 1945 до 1947 г., през 1948 г. напуска Унгария и отива в Лондон. През 1949 г. има кинодебют. До средата на 1960-те години участва в около 30 филма. Барток прекратява филмовата си кариера на 39-годишна възраст през 1966 г.